# Dasypeltis abyssina
Espèce
Synonymes
- Rachiodon abyssinus 
Duméril, Bibron & Duméril, 1854

Dasypeltis abyssina est une espèce de serpents de la famille des Colubridae.

## Répartition
Cette espèce est endémique d'Éthiopie.

## Étymologie
Son nom d'espèce, abyssina, lui a été donné en référence au lieu de sa découverte, l’Éthiopie dont l'ancien nom était Abyssinie.

## Publication originale
- Duméril, Bibron & Duméril, 1854 : Erpétologie générale ou histoire naturelle complète des reptiles. Tome septième. Première partie, p. 1-780 (texte intégral).